# BMW Serie 2 Active Tourer

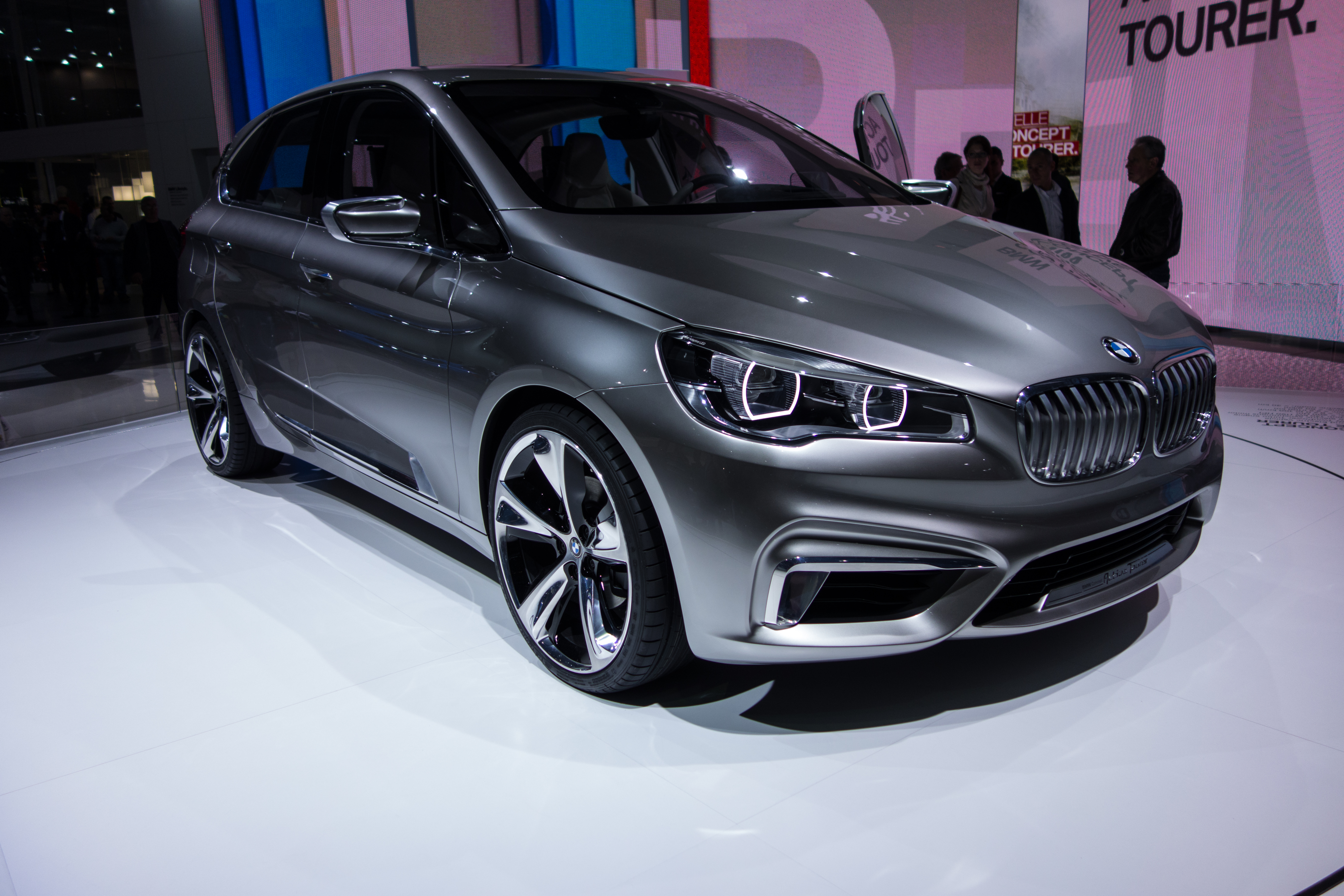
BMW Concept Active Tourer en el Salón del Automóvil de París 2012

El BMW Serie 2 Active Tourer es un monovolumen de lujo del segmento C del fabricante alemán BMW que se produce desde el año 2014. Tiene como rivales al Mercedes-Benz Clase B y el Volkswagen Golf Plus entre otros. El modelo comparte denominación con el BMW Serie 2, que es un automóvil deportivo totalmente distinto.
El Serie 2 Active Tourer tiene cinco plazas y carrocería de cinco puertas, todas ellas pivotantes. También habrá una versión alargada de siete plazas llamada Serie 2 Gran Tourer. El modelo tiene motor delantero transversal y tracción delantera o a las cuatro ruedas, a diferencia de los demás modelos de BMW, que tienen motor delantero longitudinal y tracción trasera o a las cuatro ruedas. Utiliza la misma plataforma del Mini lanzado en 2013 y de la segunda generación del BMW X1 F48 y el BMW X2 F39.
El modelo se presentó como prototipo en el Salón del Automóvil de París de 2012 con la denominación BMW Concept Active Tourer, y la versión de producción se exhibió al público en el Salón del Automóvil de Ginebra de 2014. En tanto, el Serie 2 Gran Tourer se presentará en el Salón de Ginebra de 2015.
Todos los motores del Serie 2 Active Tourer tienen turbocompresor e inyección directa. Los motores de gasolina son un tres cilindros de 1,5 litros y 136 CV, y un cuatro cilindros de 2,0 litros que eroga 192 o 231 CV. En tanto, los Diesel son un tres cilindros en línea de 95 o 116 CV, y un cuatro cilindros de 2,0 litros en variantes de 150 y 190 CV. Se ofrece con caja de cambios manual de seis marchas y automática de seis u ocho marchas.

## Motorizaciones
| Periodo                        | 2015-2018                                     | 2018-presente                                 | 2014-2018                                         | 2018-presente                                     | 2014-presente                                                                 | 2014-presente                                             | 2014-presente                                                                 |
| Identificación del motor       | B38 B15                                       | B38 B15U0                                     | B38 B15M0                                         | B38 B15M1                                         | B48 B20                                                                       | B48 B20                                                   | B38 B15M0                                                                     |
| Tipo de motor                  | L3 12v, inyección directa, turbo, intercooler | L3 12v, inyección directa, turbo, intercooler | L3 12v, inyección directa, turbo, intercooler     | L3 12v, inyección directa, turbo, intercooler     | L4 16v, inyección directa, twin-scroll turbo, intercooler                     | L4 16v, inyección directa, twin-scroll turbo, intercooler | L3 12v, inyección directa, turbo, intercooler, motor eléctrico (88 CV, 65 kW) |
| Diámetro x carrera             | 82.0 mm × 94.6 mm                             | 82.0 mm × 94.6 mm                             | 82.0 mm × 94.6 mm                                 | 82.0 mm × 94.6 mm                                 | 82.0 mm × 94.6 mm                                                             | 82.0 mm × 94.6 mm                                         | 82.0 mm × 94.6 mm                                                             |
| Cilindrada                     | 1499 cm³                                      | 1499 cm³                                      | 1499 cm³                                          | 1499 cm³                                          | 1998 cm³                                                                      | 1998 cm³                                                  | 1499 cm³                                                                      |
| Relación de compresión         | 11.0: 1                                       | 11.0: 1                                       | 11.0: 1                                           | 11.0: 1                                           | 11.0: 1                                                                       | 10.2: 1                                                   | 11.0: 1                                                                       |
| Potencia máxima: CV (kW) @ rpm | 102 CV (75 kW) @ 4100-6000                    | 109 CV (80 kW) @ 4300-6500                    | 136 CV (100 kW) @ 4400                            | 140 CV (103 kW) @ 4600-6500                       | 192 CV (141 kW) @ 5000-6000                                                   | 231 CV (170 kW) @ 5000-6000                               | 136 CV (100 kW) @ 4400                                                        |
| Par máximo: Nm @ rpm           | 180 Nm @ 1200-3800                            | 290 Nm @ 1380-3800                            | 220 Nm @ 1250-4300                                | 220 Nm @ 1480-4200                                | 280 Nm @ 1250-4600                                                            | 350 Nm @ 1250-4500                                        | 220 Nm @ 1250-4300                                                            |
| Tracción                       | Delantera                                     | Delantera                                     | Delantera                                         | Delantera                                         | Delantera                                                                     | Delantera / Total (xDrive)                                | Total (xDrive)                                                                |
| Transmisión                    | Manual, 6 velocidades                         | Manual, 6 velocidades                         | Manual, 6 velocidades / Automática, 6 velocidades | Manual, 6 velocidades / Automática, 7 velocidades | Manual, 6 velocidades / Automática, 7 velocidades / Automática, 8 velocidades | Automática, 8 velocidades                                 | Automática, 6 velocidades                                                     |
| Peso                           | 1395 kg                                       | 1425 kg                                       | 1395 kg                                           | 1430 kg                                           | 1475-1480 kg                                                                  | 1505-1595 kg                                              | 1735 kg                                                                       |
| Aceleración 0–100 km/h         | 11.3 s                                        | 11.3 s                                        | 9.3-9.2 s                                         | 9.3                                               | 7.5-7.4 s                                                                     | 6.8-6.3 s                                                 | 6.7 s                                                                         |
| Velocidad máxima               | 188 Km/h                                      | 190 Km/h                                      | 200-205 Km/h                                      | 205 Km/h                                          | 230 Km/h                                                                      | 235-240 Km/h                                              | 202 Km/h                                                                      |
| Consumo combinado (L/100 km)   | 5.1                                           | 5.8                                           | 5.1                                               | 5.8                                               | 5.6-5.9                                                                       | 6.0-6.4                                                   | 2.1-2.5                                                                       |
| Normativa anticontaminación    | Euro 6                                        | Euro 6                                        | Euro 6                                            | Euro 6                                            | Euro 6                                                                        | Euro 6                                                    | Euro 6                                                                        |

| Periodo                        | 2015-2016                                                  | 2014-presente                                                                 | 2014-presente                                              | 2014-presente                                              |        |        |        |
| Identificación del motor       | B37 D15                                                    | B37 D15                                                                       | B47 D20                                                    | B47 D20                                                    |        |        |        |
| Tipo de motor                  | L3 12v, inyección directa, common-rail, turbo, intercooler | L3 12v, inyección directa, common-rail, turbo, intercooler                    | L4 16v, inyección directa, common-rail, turbo, intercooler | L4 16v, inyección directa, common-rail, turbo, intercooler |        |        |        |
| Diámetro x carrera             | 84.0 mm × 90.0 mm                                          | 84.0 mm × 90.0 mm                                                             | 84.0 mm × 90.0 mm                                          | 84.0 mm × 90.0 mm                                          |        |        |        |
| Cilindrada                     | 1496 cm³                                                   | 1496 cm³                                                                      | 1995 cm³                                                   | 1995 cm³                                                   |        |        |        |
| Relación de compresión         | 16.5: 1                                                    | 16.5: 1                                                                       | 16.5: 1                                                    | 16.5: 1                                                    |        |        |        |
| Potencia máxima: CV (kW) @ rpm | 95 CV (70 kW) @ 4000                                       | 116 CV (85 kW) @ 4000                                                         | 150 CV (110 kW) @ 4000                                     | 190 CV (140 kW) @ 4000                                     |        |        |        |
| Par máximo: Nm @ rpm           | 220 Nm @ 1750-2250                                         | 270 Nm @ 1750-2250                                                            | 330 Nm @ 1750-2750                                         | 400 Nm @ 1750-2500                                         |        |        |        |
| Tracción                       | Delantera                                                  | Delantera                                                                     | Delantera / Total (xDrive)                                 | Delantera / Total (xDrive)                                 |        |        |        |
| Transmisión                    | Manual, 6 velocidades                                      | Manual, 6 velocidades / Automática, 6 velocidades / Automática, 7 velocidades | Manual, 6 velocidades / Automática, 8 velocidades          | Automática, 8 velocidades                                  |        |        |        |
| Peso                           | 1425 kg                                                    | 1440-1495 kg                                                                  | 1450-1595 kg                                               | 1480-1615 kg                                               |        |        |        |
| Aceleración 0–100 km/h         | 12.9 s                                                     | 11.1-10.6 s                                                                   | 9.0-8.6 s                                                  | 7.6-7.3 s                                                  |        |        |        |
| Velocidad máxima               | 185 Km/h                                                   | 195 Km/h                                                                      | 205-210 Km/h                                               | 222-227 Km/h                                               |        |        |        |
| Consumo combinado (L/100 km)   | 3.8                                                        | 3.8-4.3                                                                       | 4.1-5.1                                                    | 4.4-4.9                                                    |        |        |        |
| Normativa anticontaminación    | Euro 6                                                     | Euro 6                                                                        | Euro 6                                                     | Euro 6                                                     | Euro 6 | Euro 6 | Euro 6 |